# Guineu voladora d'Amboina
La guineu voladora d'Amboina (Pteropus chrysoproctus) és una espècie de ratpenat de la família dels pteropòdids. És endèmica d'Indonèsia. El seu hàbitat natural són els boscos primaris, tot i que també se la troba en boscos pertorbats i jardins. Està amenaçada per la caça i la destrucció d'hàbitat per l'agricultura i la tala d'arbres.